# Klaus Meurers
Klaus Meurers (* 6. Dezember 1940 in Köln; † 4. Oktober 2019) war ein deutscher Arzt und Generalarzt der Luftwaffe der Bundeswehr.

## Leben
Meurers studierte an der Uni Bonn Medizin und wurde zum Arzt approbiert. Er war Assistenzarzt an der Dermatologischen Uniklinik Bonn, an der Chirurgischen Station am St.-Vinzenz-Krankenhaus Köln und in der Innen Abteilung des Marienhospitals Köln. Er promovierte zum Dr. med. 1972 wurde er zum Grundwehrdienst einberufen und hatte verschiedenen Verwendungen. 
Von 1989 bis 1993 war er im Dienstgrad Oberstarzt der Leitende Sanitätsoffizier des Luftflottenkommandos in Köln-Wahn, von 1993 bis 1995 stellvertretender Generalarzt der Luftwaffe und Chef des Stabes und zuletzt vom 1. Oktober 1995 bis 31. März 2001 Generalarzt der Luftwaffe. 
Er starb 2019 im Alter von 78 Jahren und wurde im Familiengrab auf dem Kölner Südfriedhof bestattet. Er war verheiratet und hatte zwei Kinder.